# Diecezja Latina-Terracina-Sezze-Priverno
Diecezja Latina-Terracina-Sezze-Priverno – diecezja Kościoła rzymskokatolickiego we Włoszech, a ściślej w Lacjum. Należy do metropolii rzymskiej. Została ustanowiona w I wieku jako diecezja Terracina. 17 stycznia 1217 połączyła się z diecezjami Priverno oraz Sezze, zaś te stolice biskupie zostały dopisane do jej nazwy. W 1967 dopisano do niej również miasto Latina, które stało się wcześniej siedzibą biskupa i miastem katedralnym. Ostatnia korekta nazwy diecezji miała miejsce 30 września 1986, lecz zmiany te miały charakter tylko interpunkcyjny.